# قلعة دختر (خسروشاه)
قلعة دختر قلعة تاريخية تعود إلى عصر السلالة الصفوية، وتقع في خسروشاه. المبنى الرئيسي هو ما قبل الميديين.